# Treibhaus
Treibhaus — рок-гурт з Берліна, музика якого стилістично тяжіє до індустріального металу з елементами електроніки.

## Історія

### 2004 рік
Вокаліст Курт Доенберг пише пісні, які згодом стали першими піснями гурту Treibhaus.
Після тривалої кар'єри барабанщика в таких гуртах, як «Rough Silk», «Donnerkopf», «Amoc» і «Headgame», настав час, коли його музичні ідеї, нарешті, дозріли протягом багатьох років в його голові. Після того, як декілька перших пісень були написані, він швидко знайшов музикантів, з якими він створив гурт Treibhaus.

Обкладинка альбому Unsterblich

## Дискографія

### Студійні альбоми
- Unsterblich (2005)
- Feindbild (2006)

#### Alarmstufe Rot
Alarmstufe Rot — третій альбом гурту Treibhaus, випущений 3 вересня 2008 року.

###### Треклист
| № п/п | Назва композиції           | Час звучання |
| ----- | -------------------------- | ------------ |
| 1     | Rache ist süß              | 3:22         |
| 2     | Reich mir Deine Hand       | 3:15         |
| 3     | Alarmstufe Rot             | 3:44         |
| 4     | Ich bin Perfekt            | 4:14         |
| 5     | Leg mich in Ketten         | 4:03         |
| 6     | Immer wieder               | 3:21         |
| 7     | Adrenalin                  | 1:44         |
| 8     | Aus dem Weg                | 3:25         |
| 9     | Das Lächeln                | 3:51         |
| 10    | Ich geh voraus             | 4:11         |
| 11    | Ein echter Engel           | 3:39         |
| 12    | Pippi Langstrumpf          | 2:24         |
| 13    | Alarmstufe Rot *Club Edit* | 4:28         |

- Alphatier (2011)

### Концертні альбоми
- Live in Hannover (2009)